# ギリェルメ・マダレナ・シケイラ
ギリェルメ・シケイラ（Guilherme Siqueira、ブラジルポルトガル語発音: [ɡiˈʎɛʁmi siˈkejɾɐ]）ことギリェルメ・マダレナ・シケイラ（ポルトガル語: Guilherme Madalena Siqueira、1986年4月28日 - ）は、ブラジル・サンタカタリーナ州フロリアノーポリス出身の元サッカー選手。ポジションはDF。

## クラブ歴

### ユース
フィゲイレンセFC、イパチンガFC、アヴァイFCの下部組織に在籍した。2004年8月、18歳の時にイパチンガからインテルナツィオナーレ・ミラノに12万5000ユーロの移籍金で移籍、当初は期限付き移籍であった。
2006年1月にセーザルの移籍の影響でSSラツィオに期限付き移籍、オプションとして共同保有がつけられた。

### ウディネーゼ
2006年8月11日に共同保有の形でウディネーゼ・カルチョに移籍、移籍金は75万ユーロであった。2006年9月10日にセリエA初出場。2006-07シーズンに3試合をスターティングメンバーで、13試合を途中から出場した。2007-08シーズンも同クラブに残ったが起用機会は多くなかった。
ウディネーゼはインテルから残りの権利を買い取らず、同じインテルのリンコンともにACアンコーナに期限付き移籍となった。2008-09シーズンに昇格してきたアンコーナではレギュラーとして24試合に出場し、プロ初得点もこのクラブで決めた。
2009年6月にウディネーゼに復帰。しかし復帰後初出場は2010年1月10日で、71分にパオロ・サンマルコとの交代での投入であった。リーグでは他2試合の出場に止まった。

### グラナダ
2010年にウディネーゼの提携先であるグラナダCFに期限付き移籍。レギュラーとして活躍しセグンダ・ディビシオンに所属していた同クラブをプリメーラ・ディビシオンに昇格させたが、彼自身はリーグの34試合で3回退場した。兎も角、その活躍によって2011年6月30日に完全移籍の4年契約を締結した。
2012年3月20日にカンプ・ノウでFCバルセロナから得点を奪った。これを切っ掛けにオファーが殺到し、バレンシアCFやSLベンフィカは特に彼の獲得を渇望していた。しかし彼は契約を延長し2017年までの契約となった。2012-13シーズン終了時にクラブは15位で、彼も夏の移籍の可能性を示唆した。しかしマルカのインタビューには、グラナダは楽しいクラブでここに残りたいと述べた。そう述べたにも関わらず、プレミアリーグのエヴァートンFCやリヴァプールFC、ストーク・シティFCからも興味を持たれた。
2014年4月にレアル・マドリードとの移籍が纏まったが、グラナダの会長のエンリケ・ピナがこれを拒否したため移籍は実現しなかった。

### ベンフィカ
夏の移籍市場最終日の締切寸前に1シーズンの期限付き移籍でSLベンフィカに加入。700万ユーロでの買取オプションがつけられた。タッサ・デ・ポルトガルの決勝や、敗れたもののUEFAヨーロッパリーグ 2013-14 決勝にも出場し、プリメイラ・リーガでは18試合に出場、10月27日のCDナシオナル戦で1得点という結果を残した。なお、このシーズンのベンフィカはトレブルを達成した。

### アトレティコ・マドリード
2014年6月4日に1000万ユーロでアトレティコ・マドリードに移籍で合意。無事にメディカルチェックを通過し、同月11日に4年契約で移籍した。彼はこの移籍について「一瞬の迷いも無かった」と述べた。
7月23日のCDヌマンシアとの親善試合で初出場し、1-0の勝利で初陣を飾った。8月19日のスーペルコパ・デ・エスパーニャ第1試合で公式戦初出場、64分間出場しクリスティアン・アンサルディと交代した。
2016年2月1日にバレンシアに期限付き移籍した。

## 代表歴
生まれた国であるブラジル代表を選ぶ事も出来、イタリア国籍を取得したためにイタリア代表を選ぶ資格もあったが、彼自身はスペイン代表を希望しており、2013年10月にスペイン国籍を取得した。

## タイトル
ベンフィカ
- プリメイラ・リーガ: 2013-14
- タッサ・デ・ポルトガル: 2013-14
- タッサ・ダ・リーガ: 2013-14

アトレティコ・マドリード
- スーペルコパ・デ・エスパーニャ: 2014